# Paul Lloyd
Paul Lloyd, nascut (3 de març de 1981), més conegut com a Justin Gabriel, és un lluitador professional sud-africà que actualment treballa a la World Wrestling Entertainment, lluitant a la marca RAW.
Entre els seus triomfs descaquen tres Campionats en parelles de la WWE amb el seu company Heath Slater.

## World Wrestling Entertainment

### Florida Championship Wrestling
Justin Gabriel va debutar el 2009 amb el nom de Justin Angel. El 23 de juliol de 2009 juntament amb Kris Logan derrotaren a Trent Beretta & Caylon Croft guanyant el Campeonato en Parejas de Florida de la FCW, però la mateixa nit el van perdre contra The Rotundos. El 24 de setembre va derrotar a Heath Slater, guanyant el Campionat de Florida Pes pesant de la FCW. El 18 de març va perdre el Campionat de Florida Pes pesant de la FCW davant de Alex Riley lluita en la que també participava Wade Barrett.

### 2010
El 23 de febrer s'anuncià que competiría a la primera temporada de NXT sota el nom de Justin Gabriel, amb Matt Hardy com el seu mentor. Va debutar com a face, el 2 de març en un tag team junt amb Matt Hardy on van derrotar a William Regal & Skip Sheffield. El 8 de març va vencer a Wade Barrett, però el 16 de març juntament amb Matt Hardy foren derrotats per CM Punk & Darren Young, sent aquesta la seva primera derrota. El 30 de març en la primera ronda eliminatòria va obtenir el 3r lloc. L'1 de juny novament obtingué el tercer lloc sent Wade Barret el guanyador de la primera temporada.
El 7 de juny de 2010 en el programa de RAW ell i els altres The Nexus atacaren a John Cena, CM Punk i als empleats de l'empresa i destrosaren equips al voltant del ring. Gabriel va canviar a heel.
Dos setmanes posteriors tots els The Nexus foren contractats per Vince McMahon, a qui també varen atacar després.
En el SummerSlam éll i els altres Nexus varen ser derrotats per l'equip de Raw que va estar format per John Cena, Edge, John Morrison, R-Truth, Chris Jericho, Bret Hart i Daniel Bryan, un antic membre de The Nexus. John Cena va ser l'únic supervivent.
El 25 d'octubre a Raw, junt amb Heath Slater, va guanyar els Campionats en parelles de la WWE al derrotar els seus companys David Otunga & John Cena.
El 6 de desembre, amb el seu company Heath Slater, van perdre els Campionats en parelles contra Santino Marella i Vladimir Kozlov, per una distracción que va provocar John Cena. En el TLC (2010) van interntar recuperar els campionats, però van perdre perquè Michael McGillicuty va atacar als seus oponents. Dos setmanes després, junt amb els altres membres de The Nexus van proclamar a CM Punk com a nou líder.

### 2011
El 10 de gener CM Punk va exigir una iniciació per romandre dins del grup, cosa que va provocar la seva sortida del grup, junt amb Heath Slater per negar-se a realitzar la prova. Aquella mateixa setmana va aparèixer amb Heath Slater a SmackDown atacant a Big Show per ajudar a Wade Barrett.
El 21 de gener va ser traspassat a SmackDown, junt amb Heath Slater on van anunciar la creació del grup The Corre junt amb Wade Barrett i Ezekiel Jackson. La mateixa va debutar com a lluitador derrotant a Edge gràcies a la intervenció de Ezekiel Jackson.
Va participar en el Royal Rumble (2011) però no va aconseguir guanyar. El 20 de febrer a Elimination Chamber 2011 es va coronar per segona vegada com a Campió en parelles junt amb Heath Slater.
El 21 de febrer, junt amb Heath, van perdre els campionats, però van aconseguir recuperar-los la mateixa nit.

## En lluita
- Moviments finals
  - 450° splash
- Moviments de firma
  - Discus elbow smash
  - Spin kick
  - Springboard crossbody
  - STO
  - Superkick
  - Jumping Spin kick
  - hurricanrana
  - Hurricane DDt
  - Springboard Moonsault
  - Swanton Bomb
- Managers
  - Matt Hardy

## Campionats i triomfs
- World Wrestling Entertainment

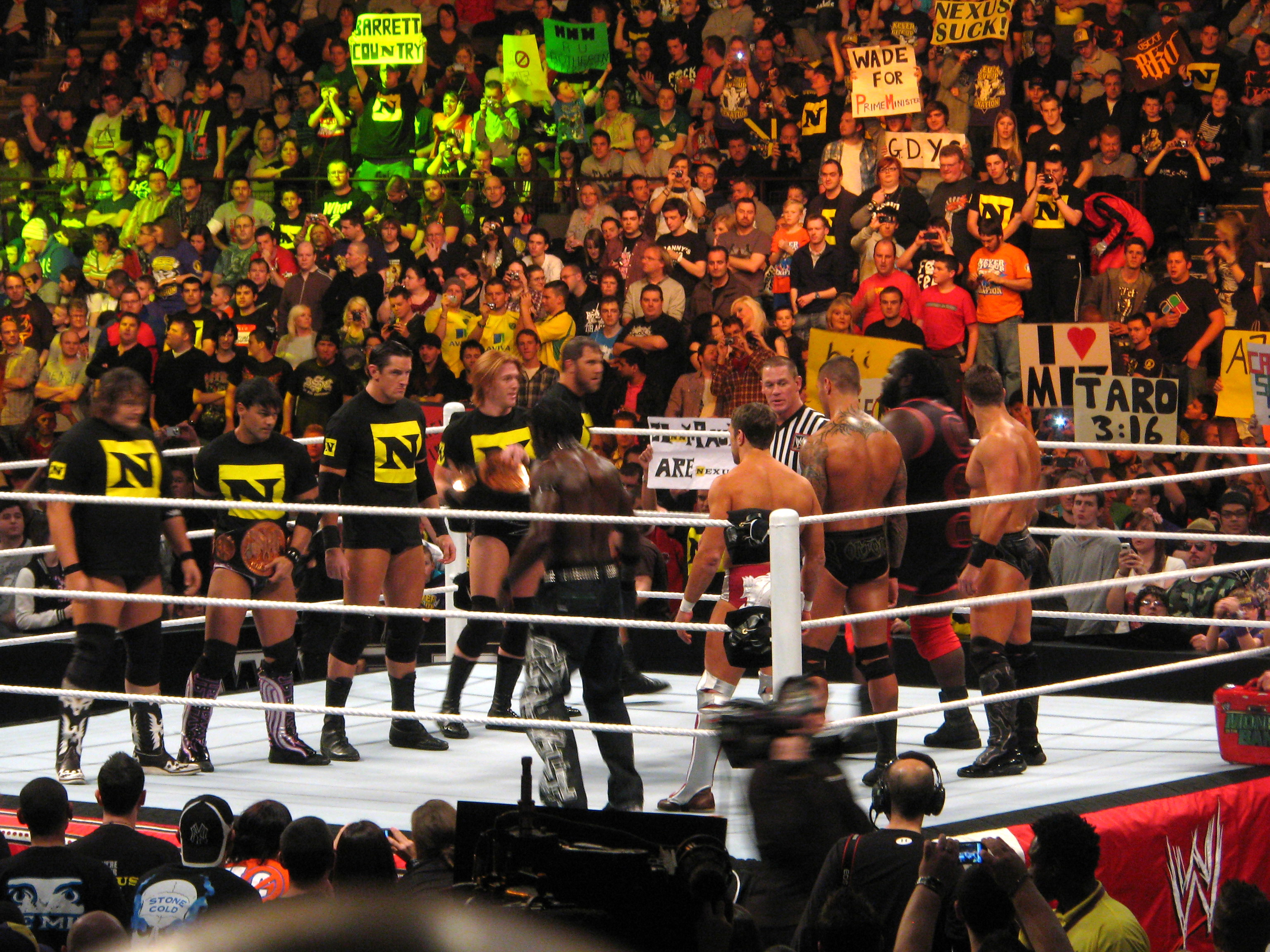
Justin Gabriel amb Heath Slater com a Campions en Parelles

  - WWE Tag Team Championship (3 vegades) - amb Heath Slater
- Florida Championship Wrestling
  - FCW Florida Heavyweight Championship (1 vegada)
  - FCW Florida Tag Team Championship (1 vegada) – amb Kris Logan
- World Wrestling Professionals
  - WWP World Cruiserweight Championship (1 vegada)
- Pro Wrestling Illustrated
  - Situat en el Nº141 en els PWI 500 de 2010